# Прометей (Косьє)
«Прометей» - картина живописця з Фландрії 17 століття Яна Косьє.

## Трохи про Коссірса
В 17 столітті Фландрія (або Південні Нідерланди, сучасна Бельгія) пережила недовгий, але яскравий період піднесення, духовного розквіту, що прийшовся на добу бароко. Найбільше це відбилося в живопису, в створенні речей декоративно-ужиткового мистецтва, трохи менше в скульптурі і зовсім мало — в архітектурі. Свій внесок в європейську славу митців Фландрії вніс і Ян Косьє, другорядний художник на тлі гучної слави земляків Рубенса, Ван Дейка, Снейдерса.
Коссірс працював в місті Антверпен, подорожував Італією, був членом гільдії живописців і її деканом після смерті Рубенса. Сам малював портрети і картини на релігійні і міфологічні сюжети.
Він не єдиний, хто демонстрував знання античної міфології і малював Прометея. Робив це і Якоб Йорданс -є його картина «Орел Зевса викльовує печінку прикутого Прометея».

## Прометей— знайомий незнайомець
Примітивніші знання про Прометея обмежуються одним реченням : «Він викрав для людей вогонь у богів і був покараний за це».
В давньогрецькій міфології Прометей — брат Атланта і Епіметея. Саме він створив перших людей, правда за наказом верховного бога Зевса. Мало цього, Прометей навчив первісних людей писемності, архітектурі, медицині, мореплавству, а, отже, добре знав усе це і сам. За зразок для людей Прометей узяв богів Олімпа, але не знав як, і зробив їх беззахисними і смертними. Первісні люди не сподобались Зевсу, і той наказав усіх знищити.
Співчуття до людей мав лише один Прометей. Він і викрав для своїх творіннь вогонь з неба, аби зменшити їхню беззахисність. Тоді й прогнівався Зевс, наказав прикувати титаніда Прометея до скелі. А для важкості покарання щоденно посилав до героя орла. Орел і викльовував печінку героя, що відростала за ніч. Покарання продовжувалося на другий день знову.
Момент викрадення вогню і подав Косьє в своєму полотні, що зберігає музей Прадо.